# روشین
روشین (اوکراینی: Roshen) شرکت صنایع غذایی اوکراینی است، که در سال ۱۹۹۶ توسط پترو پروشنکو تأسیس شد.